# Igatpuri
Igatpuri är en ort i Indien.   Den ligger i distriktet Nashik och delstaten Maharashtra, i den västra delen av landet, 1 100 km söder om huvudstaden New Delhi. Igatpuri ligger 590 meter över havet och antalet invånare är 35 461.
Terrängen runt Igatpuri är kuperad åt sydväst, men åt nordost är den platt. Terrängen runt Igatpuri sluttar västerut. Runt Igatpuri är det tätbefolkat, med 276 invånare per kvadratkilometer. Igatpuri är det största samhället i trakten. Trakten runt Igatpuri består till största delen av jordbruksmark.